# 兪渉
兪 渉（ゆ しょう）は、中国の通俗歴史小説『三国志演義』に登場する架空の武将。
| 姓名         | 兪渉 |
| 出身地       | -    |
| 職官         | -    |
| 陣営・所属等 | 袁術 |
| 家族・一族   | -    |

## 概要
『演義』の第5回に登場、袁術配下の猛将とされる。董卓軍の華雄が反董卓連合軍に攻撃を仕掛けてくると、名乗りを上げて華雄に一騎討ちを挑んだが、3合も交える事無く討ち取られてしまう。
なお、吉川英治の小説『三国志』及び横山光輝の漫画『三国志』本宮ひろ志の漫画『天地を喰らう』では袁紹配下として登場し、やはり華雄に一騎討ちを挑んだが、数合で首を刎ねられている。